# Michael Clarke (krykiecista)
Michael John Clarke (ur. 2 kwietnia 1981 w Sydney) – australijski krykiecista. 

## Kariera sportowa
Praworęczny batsman i znakomity fielder, dobry bowler rzucający w stylu left-arm orthodox spin. Już jako nastolatek był niezwykle obiecującym graczem, niektórzy dziennikarze nazwali go „następnym kapitanem drużyny australijskiej” zanim zagrał jeszcze w pierwszym meczu międzynarodowym.
Po raz pierwszy reprezentował Australię w meczu testowym w 2004 i w swoim pierwszym meczu zdobył 151 runów.